# Prionop de capell
El prionop de capell (Prionops caniceps) és un ocell de la família dels vàngids (Vangidae).

## Hàbitat i distribució
Habita els boscos de l'Àfrica Occidental, a Guinea i sud de Mali, Sierra Leone, Libèria, Costa d'Ivori, Ghana, Togo, Benin i sud de Nigèria.